# Plestiodon skiltonianus
Plestiodon skiltonianus är en ödla i familjen skinkar som förekommer i västra Nordamerika.
Artens utbredningsområde sträcker sig från södra British Columbia i Kanada till nordvästra delen av halvön Baja California i Mexiko. Utbredningsområdet östra gräns sträcker sig i USA från östra Montana över centrala Idaho och Utah till nordvästra Arizona. Plestiodon skiltonianus vistas i låglandet och i bergstrakter upp till 2530 meter över havet. Habitatet varierar mellan gräsmarker, busklandskapet Chaparral, öppna trädansamlingar med tallar och ekar samt klippiga områden.
Individerna gömmer sig ofta under stenar eller i bergssprickor och de kan gräva jordhålor. Honor lägger ägg som grävs ner bakom större objekt.
Arten kan anpassa sig till måttliga landskapsförändringar. Den listas av IUCN som livskraftig (LC).